# Drosophila upoluae
Drosophila upoluae är en tvåvingeart som beskrevs av John Russell Malloch 1934. Drosophila upoluae ingår i släktet Drosophila och familjen daggflugor.
Artens utbredningsområde är Samoa.